# Wilhelm IV. (Ponthieu)
Wilhelm IV. Talvas, je nach Zählweise auch Wilhelm II. Talvas (* 1179; † 4. Oktober 1221) aus dem Haus Montgommery war Graf von Ponthieu und damit ein Vasall des Herzogs der Normandie. Er war der Sohn und Erbe von Graf Johann I. († 1191) und Beatrix von Saint-Pol.

## Heirat mit Alix von Frankreich
Wilhelm Talvas heiratete am 20. August 1195 Alix von Frankreich, Tochter von König Ludwig VII. Seine Ehefrau war deutlich älter als er (je nach Quelle etwa 10 oder 20 Jahre) und zuvor die Verlobte von Richard Löwenherz und – Gerüchten zufolge – auch die Geliebte von dessen Vater, König Heinrich II. von England gewesen. Nach seinem Regierungsantritt 1189 weigerte sich Richard endgültig, Alix zu heiraten, und schickte sie nach seiner Rückkehr vom Dritten Kreuzzug zu ihrem (Halb-)Bruder Philipp II. von Frankreich zurück.
Philipp arrangierte daraufhin die Ehe zwischen Alix und Wilhelm in der Erwartung, dass die Ehe kinderlos bliebe und er daraufhin die Kontrolle über das Ponthieu gewinne. Alix jedoch wurde (vermutlich 1197/98) Mutter einer Tochter, Maria, die nach dem Tod Wilhelms die Grafschaft Ponthieu erbte. Maria wurde die Großmutter mütterlicherseits von Eleonore von Kastilien (1241–1290), der ersten Ehefrau des englischen Königs Eduard I. Nach einigen Quellen hatten William und Alix darüber hinaus einen Sohn Johann, der 1214 in der Schlacht von Bouvines fiel, dessen Existenz bislang jedoch nicht gesichert werden konnte.
Im Sommer 1210 nahm Wilhelm am Albigenserkreuzzug teil sowie an der Belagerung von Termes. In der Schlacht von Bouvines kommandierte er den linken Flügel der Armee Philipps II.